# Сори-Кулибали, Розин
Розин Сори-Кулибали (фр. Rosine Sori-Coulibaly; 1958) — государственный и политический деятель Буркина-Фасо, экономист. Министр иностранных дел Буркина-Фасо с 10 декабря 2021 года. Министр экономики, финансов и развития Буркина-Фасо (2016-2019). В 2016 г. баллотировалась на пост премьер-министра Буркина-Фасо.

## Биография
Изучала экономику в Университете Шейха Анты Диопа в Дакаре. Окончила аспирантуру Института экономического развития и планирования Организации Объединённых Наций.
Работала в Министерстве экономического планирования и развития и в Социально-экономическом совете страны, была преподавателем, читала лекции в Национальной школе управления.
В 2011 году Генеральный секретарь Организации Объединённых Наций Пан Ги Мун назначил Сори-Кулибали заместителем Специального представителя Организации Объединённых Наций в Бурунди и координатором-резидентом Организации Объединённых Наций, представителем-резидентом и координатором гуманитарной помощи в Бурунди. Была представителем ПРООН в Того.
Специальный представитель Генерального Секретаря ООН в Объединённом представительстве Организации Объединённых Наций по миру в Гвинее-Бисау.
С 2016 г. работала членом Совета управляющих Африканского банка развития, членом Совета управляющих МВФ, Агентства по гарантированию инвестиций (MIGA), Группы Всемирного банка.
Замужем, мать двоих детей.
На посту министра иностранных дел сменила Альфа Барри.